# Combatientes extranjeros en la guerra ruso-ucraniana
Los combatientes extranjeros en la guerra ruso-ucraniana son los militares que han participado en dicho conflicto sin contar con nacionalidad ucraniana ni rusa. La mayoría de los combatientes extranjeros se unieron al conflicto durante una de dos oleadas. La primera ola ocurrió de 2014 a 2019 durante la Guerra del Dombás y estuvo compuesta por aproximadamente 17 241 combatientes extranjeros. En febrero de 2022, el lanzamiento de la invasión rusa de Ucrania provocó un aumento significativo en la cantidad de combatientes extranjeros en la guerra. El gobierno ucraniano anunció el establecimiento de una legión extranjera oficialmente sancionada dos días después de su inicio, que había recibido un supuesto respaldo de algunos gobiernos occidentales después de declaraciones ambiguas de funcionarios. El Regimiento Kastuś Kalinoŭski bielorruso es una de las unidades más grandes del lado ucraniano. Además, militares de fuerzas especiales de varios países de la OTAN se encuentran presentes en Ucrania.
Por su parte, el presidente ruso, Vladímir Putin, dio la bienvenida públicamente a combatientes extranjeros para que se unieran a sus fuerzas. La mayoría de los extranjeros que llegan para luchar por Rusia están alistados en la Brigada Prizrak.

## Primera fase de la guerra

### Contexto
La primera fase de la guerra ruso-ucraniana se refiere al periodo comprendido entre 2014 y 2015 en los inicios de dicho conflicto. Tras esta etapa se desarrolló una fase de alto el fuego a la que siguió un recrudecimiento del conflicto a partir de febrero de 2022. Inicialmente se trató de una crisis diplomática internacional que sobrevino en febrero de 2014 tras la destitución del presidente ucraniano Víktor Yanukóvich como resultado de las protestas del Euromaidán —realizadas principalmente en las zonas occidental y central del país para apoyar el acercamiento hacia la Unión Europea— que fueron rechazadas por comunidades rusófonas de la zona suroriental del país, compuestas en su mayoría por ucranianos rusófonos y rusos étnicos.
Tras la huida de Yanukóvich en dirección desconocida el 21 de febrero de 2014, la Rada Suprema destituyó del cargo a Yanukóvich por «el abandono de sus funciones constitucionales». El 23 de febrero de 2014, el jefe del grupo parlamentario del Partido de las Regiones que lideraba Yanukóvich, Oleksandr Yefrémov, responsabilizó a Yanukóvich del saqueo del país y del derramamiento de sangre.
Consecuentemente, el parlamento asumió el poder Ejecutivo y propuso derogar la ley sobre la cooficialidad de los idiomas de las minorías a nivel municipal y provincial. Como respuesta, diversos grupos prorrusos se manifestaron en contra del nuevo gobierno nacional y proclamaron sus anhelos de estrechar sus vínculos (o inclusive integrarse) con Rusia. Estas protestas se concentraron en Crimea y algunas óblast en la zona fronteriza entre Rusia y Ucrania donde se produjeron una serie de revueltas militares, incluyendo tanto tropas locales como tropas rusas. En medio del levantamiento, las autoridades de Crimea convocaron a un referéndum para el 16 de marzo siguiente con el propósito de adherirse a la Federación Rusa.

### Lado ucraniano
El movimiento de combatientes extranjeros en 2014 fue en gran parte de corta duración, como escribió el investigador Kacper Rekawek, "los combatientes llegaron durante el verano de 2014, y la mayoría de ellos se fueron de Ucrania en algún momento de 2015, aunque algunos regresaron más tarde, con un pequeño grupo estableciéndose en Ucrania de forma permanente". A finales de 2015, señala Rekawek, "ambas partes tomaron medidas para profesionalizar sus fuerzas e incorporar los batallones de voluntarios organizados de abajo hacia arriba, por ejemplo, en la Guardia Nacional de Ucrania o, en el caso de los 'separatistas,' en el 'cuerpo del ejército'. Esto significó efectivamente el fin del reclutamiento de combatientes extranjeros para este conflicto y muy pocos (nuevos) extranjeros se unieron a cualquiera de los bandos después de finales del 2015"
El 6 de octubre de 2014 el parlamento Ucraniano votó a favor de permitir que los combatientes extranjeros se unieran al ejército Ucraniano. Ese diciembre, el Presidente Ucraniano Petro Poroshenko prometió que los combatientes extranjeros que se unieran al ejército Ucraniano recibierán la ciudadanía. Sin embargo, el Kiev infomó que, en octubre del 2015, solo se había concedido la ciudadanía a un combatiente extranjero de Rusia. El mismo mes, 30 combatientes ( de Bielorurusia, Georgia y Rusia) se manifestaron en Kiev por la ciudadanía Ucraniana.
Un análisis de los combatientes extranjeros realizado por Arkadiusz Legieć, analista principal del Instituto Polaco de Asuntos Internacionales, estimó que alrededor de 17 241 combatientes extranjeros lucharon en Ucrania entre 2014 y 2019. 3879 de esos combatientes extranjeros apoyaron a Ucrania y se unieron a batallones de voluntarios extranjeros. El grupo más grande de combatientes extranjeros para Ucrania fue de aproximadamente 3,000 voluntarios ciudadanos Rusos. El segundo grupo más grande estaba formado por aproximadamente 300 Bielorrusos. El tercer grupo más grande estaba formado por aproximadamente 120 Georgianos. El único otro país que superó los 50 combatientes extranjeros fue Croacia , con aproximadamente 60 combatientes. Otros países cuyos ciudadanos apoyaron a Ucrania incluyeron Albania (15), Australia (5), Austria (35), Azerbaiyán (20), Bélgica (1), Bosnia y Herzegovina (5), Bulgaria (6), Canadá (10), República Checa (5), Dinamarca (15), Estonia (10), Finlandia (15), Francia (15), Alemania (15), Grecia (2), Irlanda (7), Israel (15), Italia (35), Letonia (8), Lituania (15), Moldavia (15), Kosovo (4), Países Bajos (3), Macedonia del Norte  (4), Noruega (10), Polonia (10), Portugal (1), Rumanía (4), Serbia (6), Eslovaquia (8), Suecia (25), Turquía (30), el Reino Unido (10), Uruguay (3) 
y los Estados Unidos (15).
La Legión Nacional de Georgia es una unidad paramilitar formada en su mayoría por voluntarios de etnia Georgiana que luchan del lado de Ucrania en la Guerra del Dombás. La unidad se organizó en 2014 con el objetivo declarado de "hacer frente a la agresión rusa". El grupo está comandado por Mamuka Mamulashvili, un veterano oficial georgiano. También hay miembros de la legión nacional georgiana que tenían experiencia en las guerras de Chechenia.
El Grupo Táctico "Bielorrusia" era un grupo de voluntarios de ciudadanos Bielorrusos que formaban parte de los batallones de voluntarios Ucranianos.
El batallón Dzhokhar Dudayev, originalmente llamado "batallón Checheno", se creó en marzo de 2014 y es reportado como uno de los tres batallones Musulmanes mayoritarios que se formaron. Posteriormente recibió el nombre del primer presidente y líder de Chechenia, Dzhokhar Dudayev y  tiene su sede en  Novomoskovsk en Óblast de Dnipropetrovsk . A fines de mayo del 2015, la unidad estaba en proceso de ser legalizada como parte del Ministerio del Interior de Ucrania. Sus miembros Ucranianos se unirían al Batallón Zoloti Borota, mientras que se esperaba que sus miembros extranjeros se unieran a las unidades del ejército en virtud de un proyecto de ley que permite a los combatientes extranjeros obtener la  ciudadanía Ucraniana. La mayoría de los miembros son de etnia Ucraniana, pero también hay Chechens de países Europeos y de Chechnya y también incluye otros Musulmanes como Azerbaiyanos, Ingush y Tártaros, así como Georgianos. El batallón "ve la guerra como parte de una lucha más amplia contra el imperialismo ruso y el régimen de Kadyrov". El batallón se especializa en contador-subversión.

## Invasión rusa de Ucrania desde 2022

### Contexto
El mensaje de Vladímir Putin del 24 de febrero de 2022 constituye el punto de partida de la Invasión rusa de Ucrania. Poco antes de las 06:00 hora de Moscú (UTC+3) de ese día, se emitió en los canales rusos un mensaje a la Nación en el que el presidente de Rusia informaba su decisión de lanzar una «operación militar especial» en el este de Ucrania ya que, en sus palabras, «Rusia no puede sentirse segura ante la amenaza ucraniana». Putin añadió que intentaría «desmilitarizar y desnazificar Ucrania», justificando la agresión militar con el objetivo de proteger a los habitantes de las autoproclamadas República Popular de Lugansk (RPL) y República Popular de Donetsk (RPD) —en la región predominantemente de habla rusa de Dombás— del supuesto genocidio por parte del gobierno ucraniano. En su discurso, Putin afirmó que no había planes para ocupar el territorio ucraniano y que apoyaba el derecho de los pueblos de Ucrania a la autodeterminación. Al final del discurso, Putin advirtió a terceros países que no interfirieran en el conflicto y dijo que «la respuesta de Rusia será inmediata y los llevará a consecuencias que nunca han experimentado en su historia», una frase que generó debate sobre su eventual referencia al uso de armas nucleares por parte de Rusia.

### Lado ruso

#### El caso de Osetia del Sur
Un mes después del comienzo de la invasión rusa, se supo que un número indeterminado de soldados sudosetios fueron enviados a Ucrania, posiblemente un batallón de poco más de 300 soldados. Aunque esto podría suponer la entrada de la república autoproclamada de Osetia del Sur en la guerra, los soldados enviados eran regulares de la 4.ª Base Militar de Guardias de Tsjinvali (Osetia del Sur/Georgia), pero encuadrada dentro del organigrama del 58.º Ejército de Armas Combinadas ruso, por lo que es una unidad regular del ejército ruso. Esto se debe a que en marzo de 2017, las fuerzas armadas de Osetia del Sur fueron integradas prácticamente en su totalidad en las Fuerzas Armadas de Rusia, por lo que no cuentan con independencia militar. El presidente sudosetio, Anatoli Bibílov, declaró que apoyaba a Rusia en su operación militar especial, pero no hizo otras declaraciones contra Ucrania centrándose en que las fuerzas regulares sudosetias debían prepararse para un eventual enfrentamiento con los nacionalistas de Georgia. El apoyo de Bibílov al despliegue de tropas para Rusia marcó las elecciones de 2022, en las que perdió frente al opositor Alán Gaglóyev.

#### Voluntarios sirios
Desde el mes siguiente a la invasión, el presidente ruso Vladímir Putin hizo un llamamiento a voluntarios extranjeros como respuesta a la Legión Internacional ucraniana. Su llamamiento estuvo dirigido especialmente a los países árabes de Oriente próximo donde no tuvo demasiado calado salvo en Siria. El gobierno de Bashar al-Ásad quiso escenificar el apoyo de su país a Rusia promoviendo manifestaciones de apoyo al país eslavo en las universidades y en las calles.
Para mediados de marzo, unos 16 000 voluntarios, casi todos de Oriente Próximo, habían solicitado acudir como voluntarios a la región del Dombás según el ministro de defensa ruso Shoigú. Esta cifra aumentaba hasta los 40 000 voluntarios según el OSDH. El contrato de voluntarios sirios incluía un pago de 3 000 euros para los combatientes, 7 000 en caso de quedar heridos, suministro de raciones de comida y un seguro de 15 000 euros para las familias en caso de morir en combate.
Sin embargo, muchos de los civiles que se presentaron en la embajada rusa de Damasco o en la base aérea de Jmeimim tuvieron que volver a casa después de que el ejército ruso explicase que estos contratos se harían a través de contratistas militares como Al-Sayyad, la brigada Al-Ahdat Al-Omaria, conocida como la 8.ª Brigada, u otros grupos paramilitares que priorizarían voluntarios con experiencia militar previa.
En abril de 2022 se supo que una unidad de 300 soldados del ejército sirio fue reclutada y enviada a combatir en Ucrania apoyando al bando ruso. En mayo se informó de que eran al menos 500 los voluntarios sirios reclutados. Aunque muchos de los soldados pertenecían al ejército sirio, habían ido en calidad de mercenarios.

### Lado ucraniano
Los combatientes extranjeros que apoyan al gobierno de Kiev lo hacen de tres maneras diferentes: en la Legión Internacional; individualmente en otras unidades de las Fuerzas Armadas Ucranianas y como unidades de países extranjeros desplazadas a Ucrania.

#### Combatientes individuales en otras unidades
Al menos un español luchó integrado en la 59ª Brigada Motorizada de las FAU y murió en la batalla de Avdiívka.

#### Unidades de países extranjeros
Ningún gobierno extranjero ha reconocido oficialmente el envío de tropas a luchar en Ucrania.
En diciembre de 2022 el teniente general Robert Magowan de los Royal Marines del Reino Unido reconoció la participación de 350 marines del 45.º Comando en el conflicto bélico. A principios de 2022 dicha unidad fue enviada a Kiev para participar en la evacuación de la embajada británica. Los comandos regresaron a Kiev en abril para proteger la embajada cuando el gobierno británico decidió restablecer su presencia diplomática en Ucrania después que Rusia retirase sus fuerzas de los alrededores de la capital ucraniana. Según el citado alto militar, «durante ambas fases, los comandos apoyaron otras operaciones discretas en un entorno enormemente delicado y con un alto nivel de riesgo político y militar» lo que constituye la primera vez que los militares británicos admitieron haber realizado operaciones especiales en Ucrania.
En febrero de 2024, el canciller alemán Olaf Scholz reveló que en Ucrania hay militares británicos y franceses que manejan y dirigen los misiles de largo alcance Storm Shadow y SCALP, respectivamente. Su negativa a entregar a Ucrania misiles Taurus se debería a que tendrían que acompañarlos militares alemanes.